# Elva kvinnor i ett hus

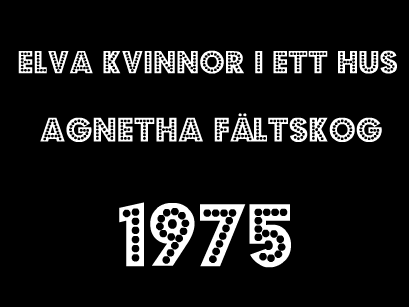
Omslag

Elva kvinnor i ett hus, släppt 1 december 1975, var det sista soloalbumet på svenska av den svenska popsångerskan Agnetha Fältskog. Även om albumet inte nådde högre än till 11.e plats på den svenska listan så låg det kvar i ett halvår och sålde så småningom guld (på den tiden 50 000 exemplar).
Senare har den kommit på CD, i CD-boxen "De första åren 1967-1979" samt "Original Album Classics". Albumet återutgavs 2004 till CD, på skivmärket Sony.
Albumet är en av titlarna i boken Tusen svenska klassiker (2009).

## Produktion
Idén kom redan 1973, men först ville Agnetha Fältskog ha tid för barn och Abba, så albumet kom först i slutet av 1975.
Agnetha Fältskog gjorde all musik själv medan Bosse Carlgren gjorde texterna. Det enda undantaget var den svenskspråkiga texten på Abba:s SOS, som skrevs av Benny Andersson, Stikkan Anderson och Fältskogs dåvarande make Björn Ulvaeus. Agnetha Fältskogs skivbolag Cupol "krävde" en svenskspråkig version av en Abba-låt för att öka försäljningen av albumet.[källa behövs] Låten "Mina ögon" är den svenska versionen av Abba:s "Disillusion" (1973). "Doktorn" väckte viss uppmärksamhet på grund av sin tvetydiga text.[källa behövs]
Melodierna på albumet är mer pop- och rock-influerade än de tidigare mer schlagerinfluerade skivalbumen.

## Låtlista
1. SOS - 3:24
2. En egen trädgård - 2:35
3. Tack för en underbar, vanlig dag - 2:39
4. Gulleplutt - 2:56
5. Är du som han? - 2:50
6. Och han väntar på mig - 3:03
7. Doktorn! - 2:51
8. Mina ögon (Disillusion) - 3:04
9. Dom har glömt - 3:49
10. Var det med dej? - 3:39
11. Visa i åttonde månaden - 3:57

## Listplaceringar
| Lista (1975-1976) | Topplacering |
| ----------------- | ------------ |
| Sverige           | 11           |